# Чырвоны шлях
«Чырво́ны шлях» — общественно-политический и литературный журнал.

## История издания
Выходил на белорусском языке, издавался Белорусским отделом Наркомата по делам национальностей Союза коммун Северной области (Петроградское отделение Белнацкомиссариата) с июля по декабрь 1918 в Петрограде.
Освещал деятельность Белнацкома, белорусских секций РКП(б), вопросы истории, культуры, политической и экономической жизни Белоруссии. Публиковал работы белорусских учёных и произведения белорусских писателей. Журнал обличал политику Белорусской Народной Республики и других подобных организаций, пропагандировал идею создания белорусской советской республики.
Редакторы журнала: сначала А. Вазилло, затем И. М. Баранкевич, автор брошюры «Ленин» (1919), впоследствии запрещенной. С журналом сотрудничали Янка Купала, Якуб Колас, Тишка Гартны, А. Сержпутовский опубликовал серию очерков «Малюнкi Беларусi» под псевдонимом Навум Смага о тяжелом быте белорусов.
Вышло 10 сдвоенных номеров.